# Robert Casper
Robert Casper, född 7 oktober 1924 i Milwaukee, Wisconsin, död 7 mars 2020 i El Paso, Texas, var en amerikansk skådespelare. Han är bland annat känd för rollen som Sherwood Montague i TV-serien Lilla huset på prärien. Därtill har han medverkat i en lång rad andra TV-serier, till exempel Highway to Heaven och Mord och inga visor.